# Scudellate
Scudellate è una frazione di 22 abitanti del comune svizzero di Breggia, nel Canton Ticino (distretto di Mendrisio).

## Geografia fisica
Il piccolo nucleo abitato è posto al limite superiore della valle di Muggio, a qualche centinaio di metri dal confine con l'Italia.

## Storia
La storia di Scudellate è stata a lungo legata a quella del vicino nucleo di Erbonne, in provincia di Como (Italia): il cimitero di Scudellate ospitava defunti di Erbonne in quanto la frazione italiana fino a inizio XX secolo non aveva un cimitero suo e nemmeno una strada carrozzabile che la congiungesse al resto della Valle Intelvi. Scudellate offriva anche i servizi medico, scolastico, anagrafico e religioso alla sua vicina posta in territorio italiano, finché nel 1954 Erbonne fu congiunto con una strada carrozzabile al suo capoluogo (che a quell'epoca era il comune di San Fedele Intelvi, a cui Erbonne apparteneva da secoli).
Anticamente noto come Scudelatte o Scudellato, il villaggio di Scudellate è stato frazione di Muggio fino al 2009, quando il comune è stato accorpato agli altri comuni soppressi di Bruzella, Cabbio, Caneggio, Morbio Superiore e Sagno per formare il comune di Breggia.

## Monumenti e luoghi d'interesse
- Chiesa dell'Addolorata, eretta nel XIX secolo[13].

## Infrastrutture e trasporti
Il villaggio è collegato a Erbonne da un sentiero pedonale e ciclabile, percorribile in circa trenta minuti. Si è discusso per oltre un secolo di una carrozzabile tra Scudellate ed Erbonne, ma per ora esiste solo un sentiero abbreviato e limitato nei dislivelli a partire dal 2005 dalla costruzione di un ponte.